# Reformierte Kirche Igis

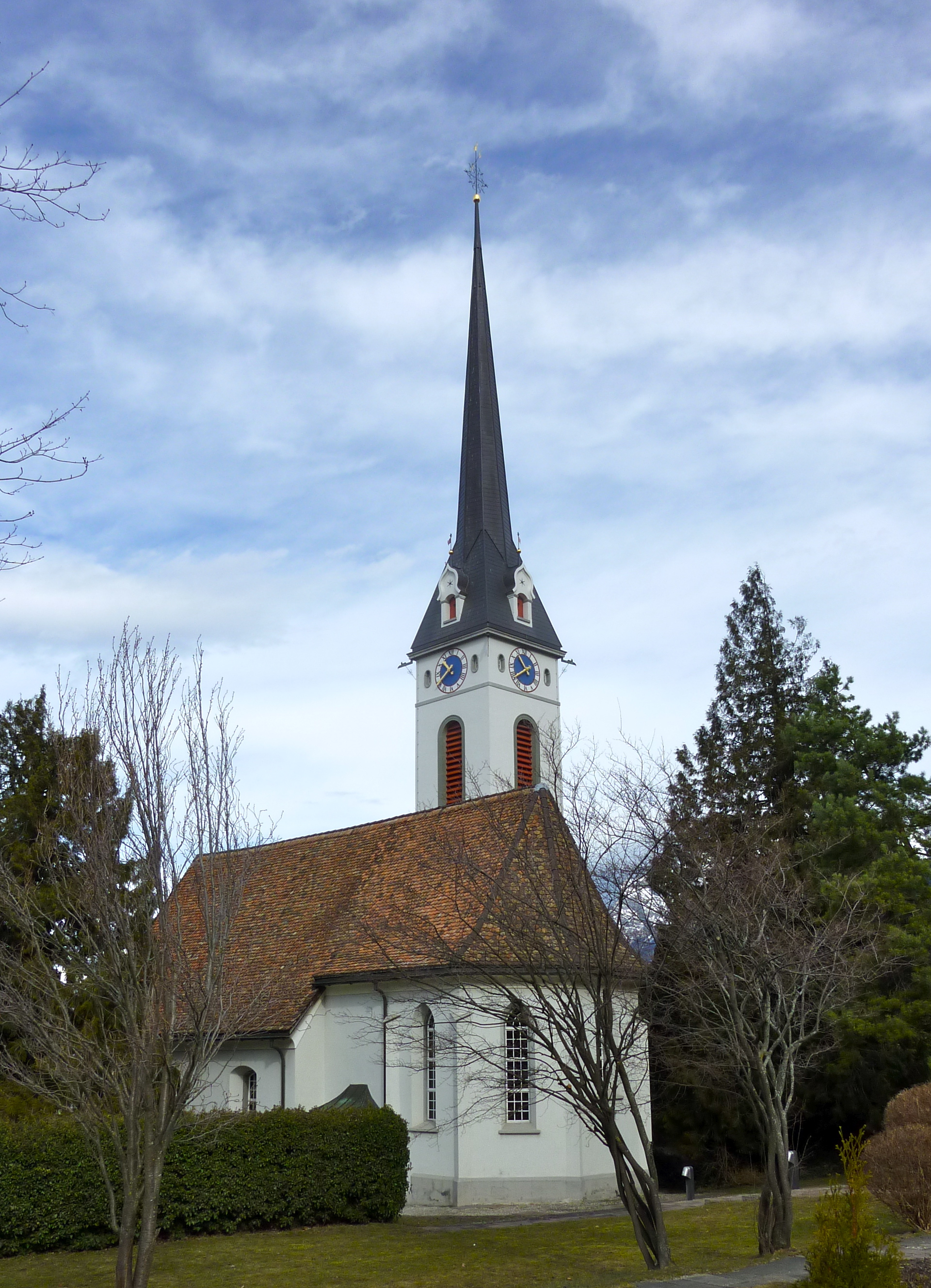
Reformierte Kirche Igis

Die reformierte Kirche in Igis (Gemeinde Landquart) im Churer Rheintal ist ein evangelisch-reformiertes Gotteshaus, das seit 1973 unter dem Denkmalschutz des Kantons Graubünden steht. Letztmals renoviert wurde sie 1972.

## Geschichte

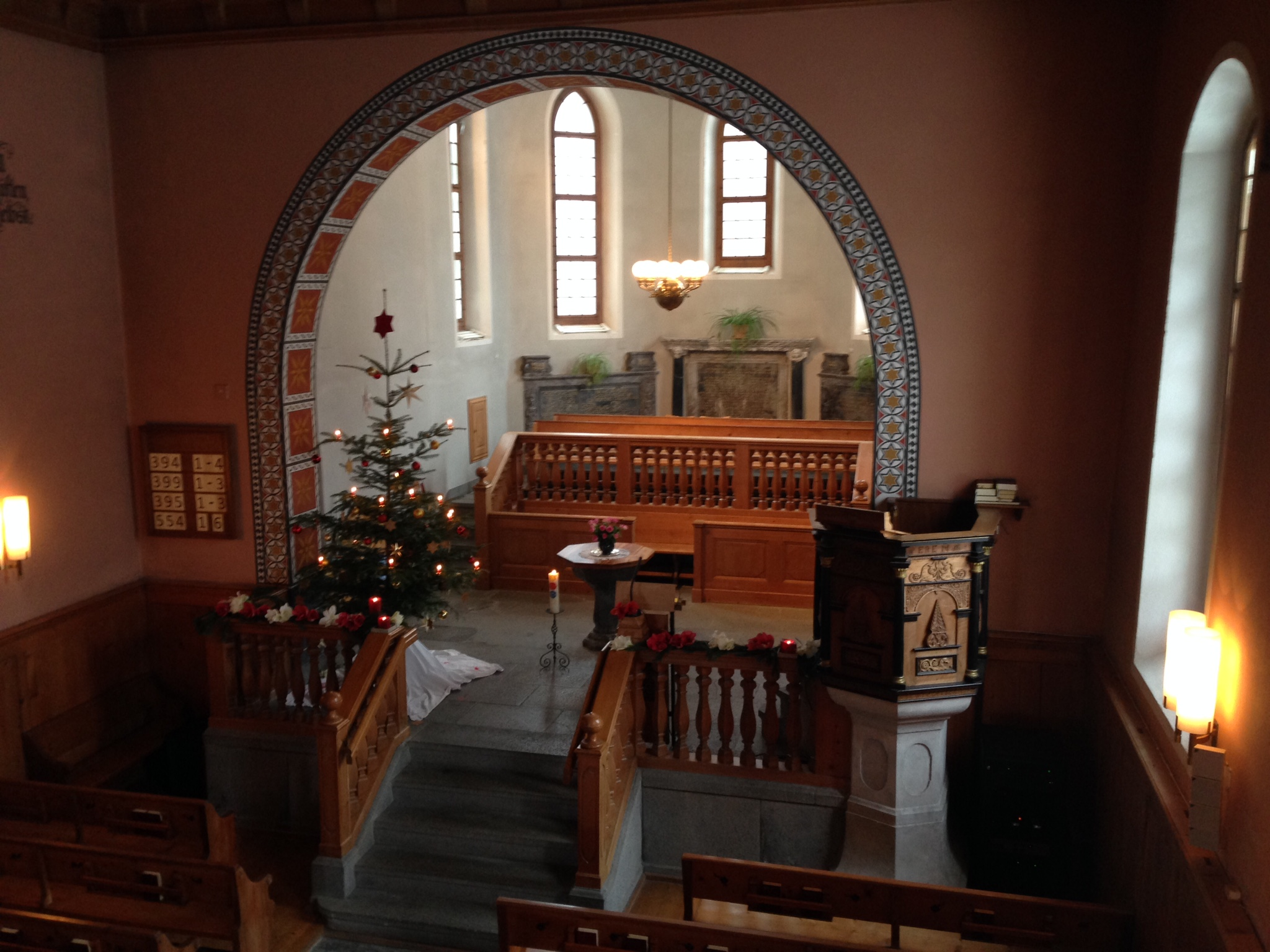
Chorraum

Das Verzeichnis des Klosters Pfäfers führt um das Jahr 1300 eine Igiser Kirche, die nach einem Vermerk aus dem Jahr 1400 unter dem Patrozinium des heiligen Thomas stand. Vermutlich stammt die älteste Bausubstanz aber aus dem 9. Jahrhundert und gehörte einem Sakralbau, der den Heiligen Cosmas und Damian geweiht war.
1486 wurde die Kirche im Stil der Spätgotik erweitert und mit einem dreiseitig geschlossenen, abgerundeten Chor versehen. Die Jahreszahl 1486 findet sich auch eingraviert auf dem Eingangsportal.
Im Oktober 1717 überstand die Kirche ein Grossfeuer in Igis, das etwa zwei Drittel der Häuser und Ställe vernichtete. Der Brand führte zu einer Verzögerung bei der Anschaffung einer zweiten Turmglocke, die dann 1731 erfolgte. Der heutige Kirchturm stammt aus dem Jahr 1921. In seiner Glockenstube hängen vier Glocken.
Im Jahr 2000 wurde das Kirchturmdach durch einen Sturm derart schwer in Mitleidenschaft gezogen, dass es neu gedeckt werden musste.

## Fresken

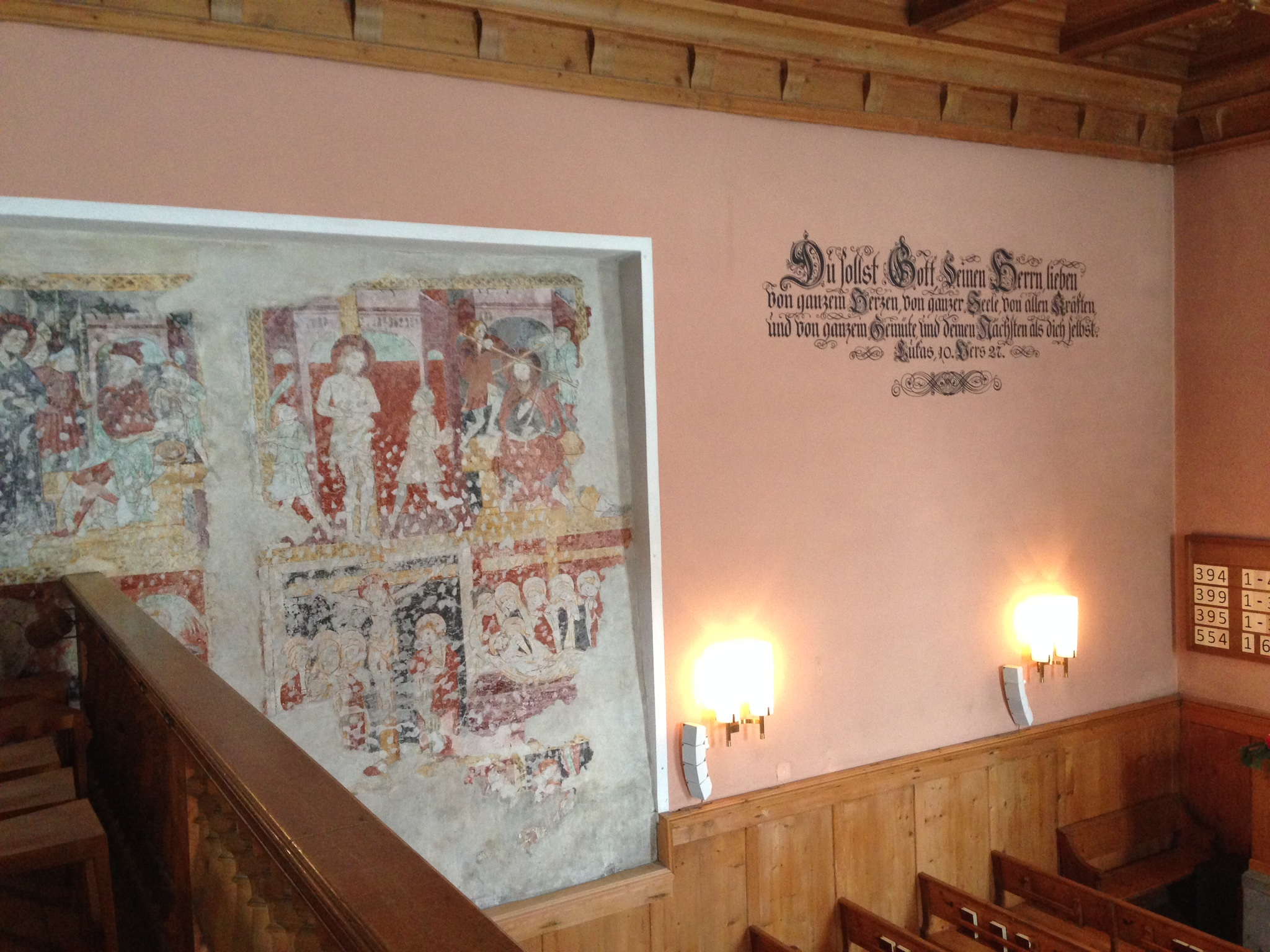
Fresken an der Nordwand

Die nördliche Seitenwand des Schiffs zeigt Fresken aus dem gotischen frühen 15. Jahrhundert. Im Wesentlichen sind ein Passionszyklus und die Schutzmantelmadonna dargestellt.

## Innenausstattung

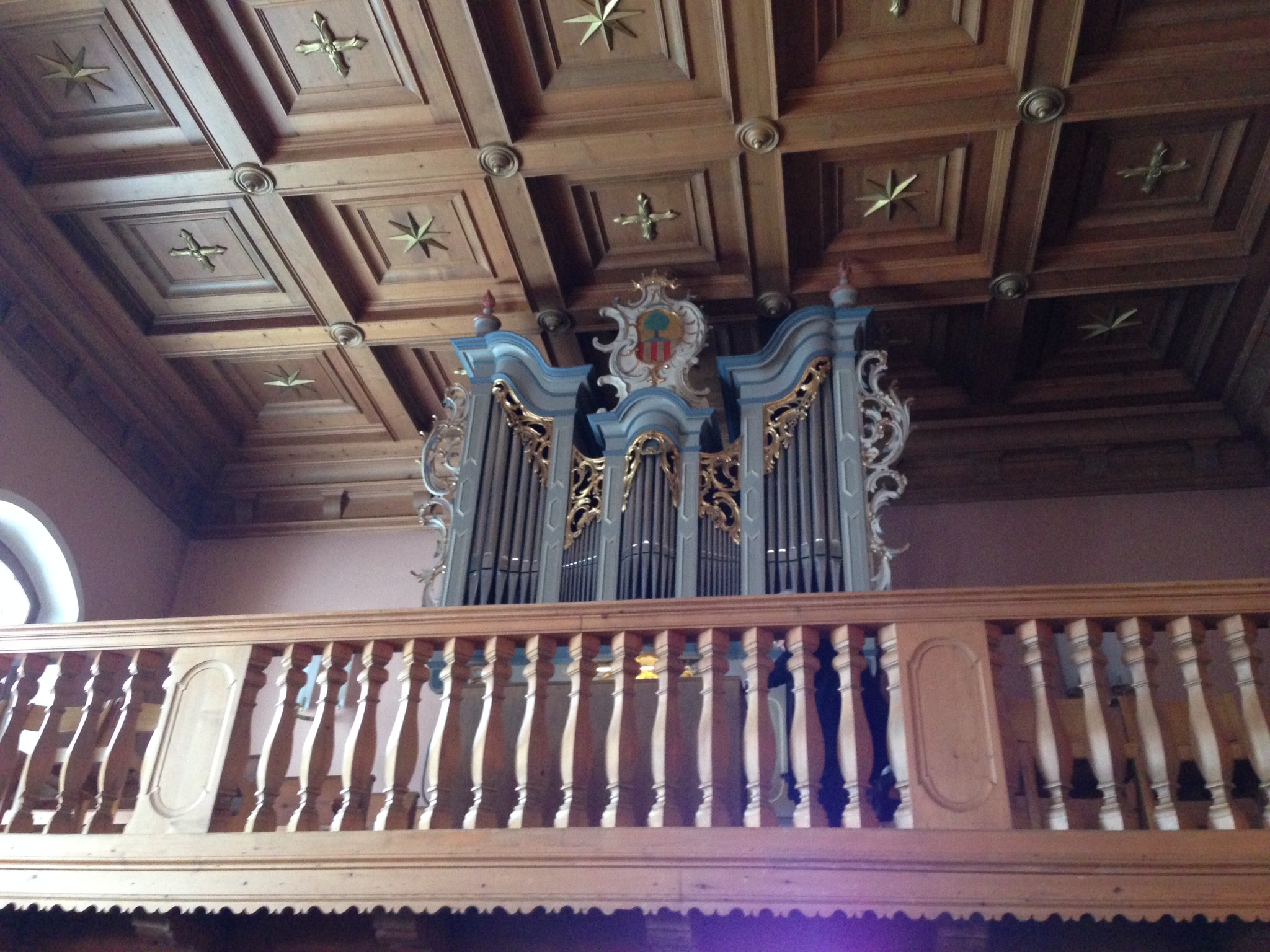
Orgel auf der Empore

Die Kanzel wurde 1681 eingebaut. Aus dieser Zeit stammt auch der Taufstein.
Das Orgelprospekt wurde in Seewis im Prättigau gefertigt. Es ist geziert durch das Wappen der Adelsfamilie von Salis. Den Orgelbau verantwortete 1770 der Orgelbauer Johann Nepomuk Holzhey. Das heutige, moderne Orgelwerk wurde 1965 eingebaut.
Im Chor finden sich Epitaphe der von Salis-Marschlins, darunter eines des Feldmarschalls Ulysses von Salis.

## Kirchliche Organisation
Die Evangelisch-reformierte Landeskirche Graubünden führt Igis als eine Predigtstätte der Kirchgemeinde Landquart, die eine der grössten Kirchgemeinden des Kantons bildet, innerhalb des ehemaligen Kolloquiums V Herrschaft-Fünf Dörfer, der heutigen gleichnamigen Kirchenregion.